# 彩輝なお
彩輝 なお（あやき なお、本名：矢野 小恵子（やの さえこ）、1971年1月7日 - ）は、日本の女優。元宝塚歌劇団月組トップスター。旧芸名は彩輝 直（読み同じ）。
愛称は「さえちゃん」「さえこ」。公称身長169cm、血液型O型。ウィズユーを経て2014年10月より太田プロダクション所属。

## 略歴・人物
神奈川県横浜市港北区、神奈川県立新羽高等学校出身。釣具店主の第1子として出生。小学生の頃には店番を手伝ったこともある。
命名は未熟児として出生したことから「小さくてもいいから恵まれた子に育って欲しいと名づけたと聞いた」と本人が以前語っている。
妹が3人おり、末妹が元宝塚雪組男役の彩那音である。
15歳のとき、榊原郁恵主演の『ピーターパン』を観て、女優にあこがれた。父の知り合いの元ジェンヌに相談したことがある。初めて見た宝塚歌劇は、『西海に花散れど／ザ・レビュー3』。
1988年、宝塚音楽学校に入学。天海祐希の熱烈なファンであったことが入団を志願したきっかけだった。
1990年、第76期生として宝塚歌劇団に入団。入団時の成績は34番。『ベルサイユのばら』で初舞台。同期に、寿つかさ、鈴奈沙也、高翔みず希、樹里咲穂、純名里沙、星奈優里、月影瞳、風花舞などがいる。
1991年、月組に配属。入団2年目にして『ベルサイユのばら』新人公演でアンドレ役（東京公演の第1部のみ）に抜擢される。
1992年、『PUCK』新人公演で女役に抜擢される。
1996年に星組に組替え。『二人だけが悪 -男には秘密があった そして女には…-』で新人公演初主演。『エリザベート』新人公演のトート役など、美貌の男役として活躍。
1998年、『夜明けの天使たち―悲しみの銃弾―』でバウホール公演初主演。
2000年、新専科発足に伴い専科に異動。各組への特別出演をする。
2003年、紫吹淳の後任として月組に組替え。
2004年、月組トップスターに就任。1995年退団の天海祐希（宝塚歌劇団73期生）以来初の彼女より下級生による月組トップであった（天海の後任であった久世星佳は69期生、真琴つばさは71期生、紫吹淳は72期生。つまり天海退団後は3代続けて彼女より上級生だった）。また、月組出身のトップは1996年就任の久世星佳以来、約8年ぶりである。紫吹の相手役だった映美くららを引き続き迎えるが、10月の映美の退団後は相手役不在状態となる。5月、篠山紀信撮影の写真集発売。
2005年次期月組トップスターに内定した瀬奈じゅんと組んで『エリザベート』のトート役を演じる。5月22日の『エリザベート』東京公演千秋楽をもって退団した。
宝塚歌劇団退団後は女優として活動している。

## 宝塚歌劇団時代の主な舞台
- 花組 ベルサイユのばら―フェルゼン編―（1990年） - 初舞台

第1次月組時代
- ベルサイユのばら―オスカル編―（1991年） - 新人公演アンドレ役（第1部のみ）
- たとえばそれは瞳の中の嵐のように（1991年） - バウ公演　リョウ役
- PUCK（1992年） - 新人公演ヘレン役／※本公演のヘレン役汐風幸が数日間休演の際同役代演
- グランドホテル（1993年） - 新人公演 ラファエラ役
- ロンドン公演 花扇抄 扉のこちら ミリオン・ドリームズ（1994年）
- Me And My Girl（1995年） - 新人公演 ジョン卿役（第2部のみ）
- ある日どこかで（1995年） - バウ・東京特別公演 チャールズ役

### 星組時代
- 二人だけが悪 -男には秘密があった そして女には…-（1996年6月4日 宝塚大劇場、8月13日 東京宝塚劇場） 新人公演初主演 ジェイ・レンハート役
- エリザベート（1996年、宝塚大劇場、東京宝塚劇場） ジュラ役 新人公演 トート役
- 誠の群像 -新選組流亡記-（1997年5月9日 - 8月30日、宝塚大劇場、東京宝塚劇場） 加納惣三郎役
- ダル・レークの恋（1997年 - 1998年、宝塚大劇場、帝国劇場 他） ラジオン役
- 夜明けの天使たち（1997年9月22日-29日、日本青年館） ジョシュア役
- 夜明けの天使たち―悲しみの銃弾―（1998年1月10日-25日） バウホール公演初主演 ジョシュア役
- 皇帝 / ヘミングウェイ・レビュー（1998年6月26日-8月3日 宝塚大劇場、10月10日-11月23日1000days劇場） サビナ役
- エピファニー―「十二夜」より―（1999年12月4日-12日） バウホール公演主演 お高/高五郎の2役
- 我が愛は山の彼方に / グレート・センチュリー（1999年8月5日-25日 博多座、10月1日-11月8日 宝塚大劇場、2000年1月2日-2月6日 1000days劇場）
- 聖者の横顔（2000年3月4日-19日 宝塚バウホール、3月25日-31日 日本青年館） バウホール公演主演 ルーカ役
- 黄金のファラオ/美麗猫（2000年5月19日-6月26日 宝塚大劇場、8月19日-9月17日 1000days劇場）

### 専科時代
- 望郷は海を越えて / ミレニアム・チャレンジャー!（2001年2月3日-22日 中日劇場、宙組）
- ベルサイユのばら2001―フェルゼンとマリー・アントワネット編―（2001年4月6日-5月14日 宝塚大劇場、6月29日-8月12日 東京宝塚劇場、宙組） オスカル役、アンドレ役
- 花の業平 -忍ぶの乱れ- / サザンクロス・レビュー2（2001年11月16日-12月23日 東京宝塚劇場、2002年2月2日-21日 中日劇場、星組）
- プラハの春 / LUCKY STAR!（2002年4月12日-5月20日 宝塚大劇場、6月28日-8月11日 東京宝塚劇場、星組）
- 日中国交正常化30周年記念 宝塚歌劇 第2回中国ツアー公演（2002年9月13日-15日 上海大劇院、20日-22日 北京世紀劇院、28日-10月2日 広州麗江明珠歌劇院、星組）
- シニョール ドン・ファン（セルジィオ） / 花の宝塚風土記 -春の踊り-（2003年、宝塚大劇場、東京宝塚劇場、月組）※新人公演では妹がセルジィオ役を演じた。

### 第2次月組・月組トップ時代
- 薔薇の封印 -ヴァンパイア・レクイエム-（2003年 - 2004年） ミハイル役
- ジャワの踊り子（2004年） 全国ツアー公演 アディナン役
- 飛鳥夕映え / タカラヅカ絢爛II（2004年） 蘇我入鹿役
- 熱帯夜話―眠れない夜に―（2004年） 宝塚バウホール/ル・テアトル銀座公演 サエール役
- エリザベート -愛と死の輪舞-（2005年） トート役

## 宝塚歌劇団退団後の主な活動

### 舞台
- ブロードウェーミュージカル プロデューサーズ（2005年8月、青山劇場） ヒロイン ウーラ役
- 大吉夢家族〜恋はいつでもサンバのリズムで〜（2005年12月、帝国劇場） 由香里役
- LOVE LETTERS（2006年2月/2回公演 パルコ劇場） メリッサ役
- 真説・山椒太夫 世界劇・黄金の刻 〜愛と永遠の絆〜 （2006年9月、日本武道館） 厨子王役
- TSミュージカル AKURO 悪路（2006年10月、サンシャイン劇場） ヒロイン アケシ役
- 東映アニメーション50周年記念ミュージカル 白蛇伝 〜White Lovers〜 （2006年11月、ル・テアトル銀座） 白蛇の女王 鑼美亜役
- 何日君再来（イツノヒカキミカエル） （2007年5月、日生劇場／シアタードラマシティ） 青空のぞみ役
- 暗くなるまで待って  （2007年9月、THEATER1010） スージー役 主演
- 女ねずみ小僧 （2007年11月、明治座） 葵役
- ブロードウェイミュージカル プロデューサーズ（2008年2月、東京国際フォーラム／シアターBRAVA!） ヒロイン ウーラ役
- ミュージカル SEMPO -日本のシンドラー 杉原千畝物語-（2008年4月〜5月、東京／名古屋／大阪で公演） エバ役
- ACHE エイク 〜疼き〜（2008年7月、東京／大阪で公演）
- LOVE LETTERS #359（2008年7月28日、PARCO劇場） ※2度目のメリッサ
- ミュージカル 愛と青春の宝塚 〜恋よりも生命よりも〜（2008年12月、東京／大阪／福岡／広島 他 全国各地）
- THE GAME OF LOVE 〜恋のたわむれ〜（2009年5月、THEATRE1010、西鉄ホール、シアター・ドラマシティ、中日劇場）ガブリエル役
- ガブリエル・シャネル（2009年7月、新橋演舞場、2010年3月、大阪松竹座）アドリエンヌ役
- 仙台四郎物語〜福の神になった男（2009年9月、明治座）おきみ役
- Musical Review レザネ・フォール 〜愛と幻影の巴里〜（2009年11月〜12月、東京厚生年金会館、梅田芸術劇場 他）ゴロワット役
- イカれた主婦（2010年5月〜6月、ル・テアトル銀座 他全国）ジェッタ役
- BLUE&RED（2010年9月、銀河劇場）ファンラン役
- 絆 ‐少年よ、大紙を抱け！‐（2010年11月、新国立劇場）中根遥香役
- ミュージカル 愛と青春の宝塚 〜恋よりも生命よりも〜（2011年2月10日〜3月27日、青山劇場、梅田芸術劇場、愛知県芸術劇場）橘伊吹（タッチー）役
- ガブリエル・シャネル（2011年5月14日〜28日、日生劇場）アドリエンヌ役
- アニー （2011年8月10日〜28日シアター・ドラマシティ、愛知県芸術劇場大ホール）グレース役 （香寿たつきとダブルキャスト）
- ピアフ （2011年10月13日〜11月29日、日比谷シアタークリエ、新潟市民芸術文化会館・劇場、富山県民会館、金沢北國新聞赤羽ホール、大阪森ノ宮ピロティホール、名古屋中日劇場）マレーネ・ディートリヒ、マドレーヌ（二役）
- お悩みはご一緒に!!（2011年12月7日〜11日、紀伊國屋サザンシアター）森江留美役 主演
- アニー （2012年4月28日〜5月13日 青山劇場など）グレース役
- 梅沢富美男・中村玉緒特別公演（2012年10月、明治座）
- エリザベート スペシャル・ガラ・コンサート（2012年11月 - 12月、東急シアターオーブ・梅田芸術劇場） トート役 （一路真輝、姿月あさと、春野寿美礼、紫苑ゆうと役替わり）
- ピアフ（2013年1月 - 2月、シアタークリエ 他） マレーネ・ディートリヒ、マドレーヌ（二役）
- DREAM LADIES（2013年4月、梅田芸術劇場・国際フォーラムホールC）
- アニー（2013年4月 - 5月、青山劇場 他）グレース役
- 梅沢富美男・中村玉緒特別公演（2013年7月、明治座）
- ピトレスク（2014年3月 - 4月、シアタークリエ）カミーユ役
- セレブレーション100！宝塚〜この愛よ永遠に〜（2014年5月 - 6月、青山劇場 他）
- マホロバ（2014年7月、シアタークリエ）樹海の女王・イバラギ
- ファウスト・オデッセイア（2014年9月、博品館劇場）
- 舞台版 こちら葛飾区亀有公園前派出所（2016年9月、AiiA 2.5Theater Tokyo、サンケイホールブリーゼ） - ビッグママ 役
- システィーナ歌舞伎『GOEMON ロマネスク』（2018年2月、大塚国際美術館システィーナホール）
- 夜への長い旅路（2023年9月、すみだパークシアター倉） - メアリー 役[2]
- Neo Doll（2024年11月 - 12月、シアターH） - 桜葉博士 役[3]

### 映画
- 0093 女王陛下の草刈正雄（2007年）
- 鈍色ショコラヴィレ ビエンナーレ（2024年） - 黒岩静 役[4][5]

### テレビドラマ
- 逃亡者 おりん 第4話「哀紡ぐ女の里」（2006年11月10日、テレビ東京 / C.A.L） - お藤 役
- 表参道高校合唱部! 第7話（2015年9月4日、TBS）
- 水曜ミステリー9「特命おばさん検事! 花村絢乃の事件ファイル5」（2017年1月11日、テレビ東京） - 加納美咲 役
- 七人の秘書（2020年、テレビ朝日） - 風間三和の母 役
- 合理的にあり得ない 〜探偵・上水流涼子の解明〜 第7話（2023年、関西テレビ・フジテレビ） - 桃井 役

### CM
- カシオ、エクシリム （2005年6月 - 2007年6月）
第1弾は彩輝が男装と女性の2役をこなしていた。続く2005年11月から放映の第2弾はタンゴダンスを披露している。第3弾 EX-Z1000 まで。
- 花王、ピュオーラ （2006年9月 - 2007年6月）